# مسجد بالا بازار
مسجد بالا بازار مربوط به دوره قاجار است و در کاشان، راسته بازار بزرگ شهر، جنب حمام خان واقع شده و این اثر در تاریخ ۱۰ خرداد ۱۳۸۲ با شمارهٔ ثبت ۹۰۳۰ به‌عنوان یکی از آثار ملی ایران به ثبت رسیده است.